# ハサン・イッゼト・パシャ

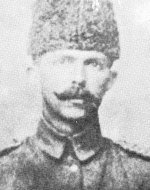
ハサン・イッゼト・パシャ

ハサン・イッゼト・パシャ（Hasan İzzet Paşa、1871年 - 1931年3月3日）は、オスマン帝国の軍人。最終階級は「フェリク」 (Ferik)。

## 生い立ち
ハサン・イッゼトは、1871年に、アリ・ムフスィン・パシャとスュレイヤー・ハヌムの子供として、イスタンブールのアクサライ街区で生まれた。1890年に陸軍士官学校 （1306年入学組）を首席で卒業し、騎兵少尉となり、1893年3月23日、陸軍大学校 （陸大45期）を修了して参謀大尉となった。

## 軍歴
第一次世界大戦勃発と共に、1914年11月、カフカース戦線に展開する第3軍司令官に任命。第3軍の主力である第9軍団と第11軍団は、エルズルム地区に集結し、第10軍団も加わった。その外、第3軍には、第2騎兵師団、第4、第5クルド師団、国境警備隊、ジャンダルマ (国家憲兵)が編入された。メソポタミアからは、第13軍団の第36、第37師団が加わった。サルカムシュ地区のロシア軍主力の撃滅、左翼ではアルダハン、バトゥーミを奪取し、チフリスへの事後の前進、右翼ではイラン領アゼルバイジャン、ジョルファ、ナヒチェヴァンを奪取し、バクー、エリザヴェートポリへの事後の前進が計画された。攻撃開始後、11月8日～11日、キョプリュキョイ付近で第1カフカーズ軍団を撃退し、11月12日、ザヴィン地区からロシア軍を追い出した。この際、第3軍は7千人を失い、ロシア軍は約1万人を失った。
12月21日に第3軍に到着したエンヴェル・パシャは、ハサン・イッゼト・パシャの異議にも拘らず、第3軍の指揮を取り、ハサン・イッゼト・パシャを司令部から追い出した。12月21日、第10軍団はオリチン支隊を撃破し、12月25日、サルカムシュに進出した。12月27日には、第9軍団も投入された。しかしながら、その後の戦闘でオスマン軍は大損害を被った。1915年1月11日、第9軍団が撃滅され、軍団長イフサン・パシャ、第17、第28、第29師団長、副師団長2人が捕虜となった。第10軍団は、山岳部に退却したが、アルダハン近郊でオリチン支隊により撃破された。オスマン軍の損害は、約7万8千人達した。この敗戦後、ハサン・イッゼト・パシャは更迭された。